# Бадам (річка)
Бадам (каз. Бадам өзені) — річка в Толебійському, Сайрамському та Ордабасинському районах Туркестанської області Казахстану, ліва притока річки Арись.

## Етимологія назви
Назва річки Бадам є іранським запозиченням. Вона перекладається як «мигдаль».

## Гідрологічна характеристика
Довжина річки становить 141 км, площа басейну — 4329 км. Середньорічна витрата води, виміряна при перетині з Карааспанським каналом (трохи вище гирла), становить 4,51 м/с .
У верхів'ях річка живиться водами джерел та талих снігів. Наприкінці серпня, коли снігових мас практично не залишається, живлення стає повністю джерельним. У середній течії русло поповнюється також ґрунтовими водами.
Ширина річки в районі села Джамбул становить 15 м, глибина — 0,5 м, ґрунт дна — кам'янистий. Швидкість течії перед впаданням в Арись дорівнює 0,7 м/с.

## Течія річки

### Верхня течія

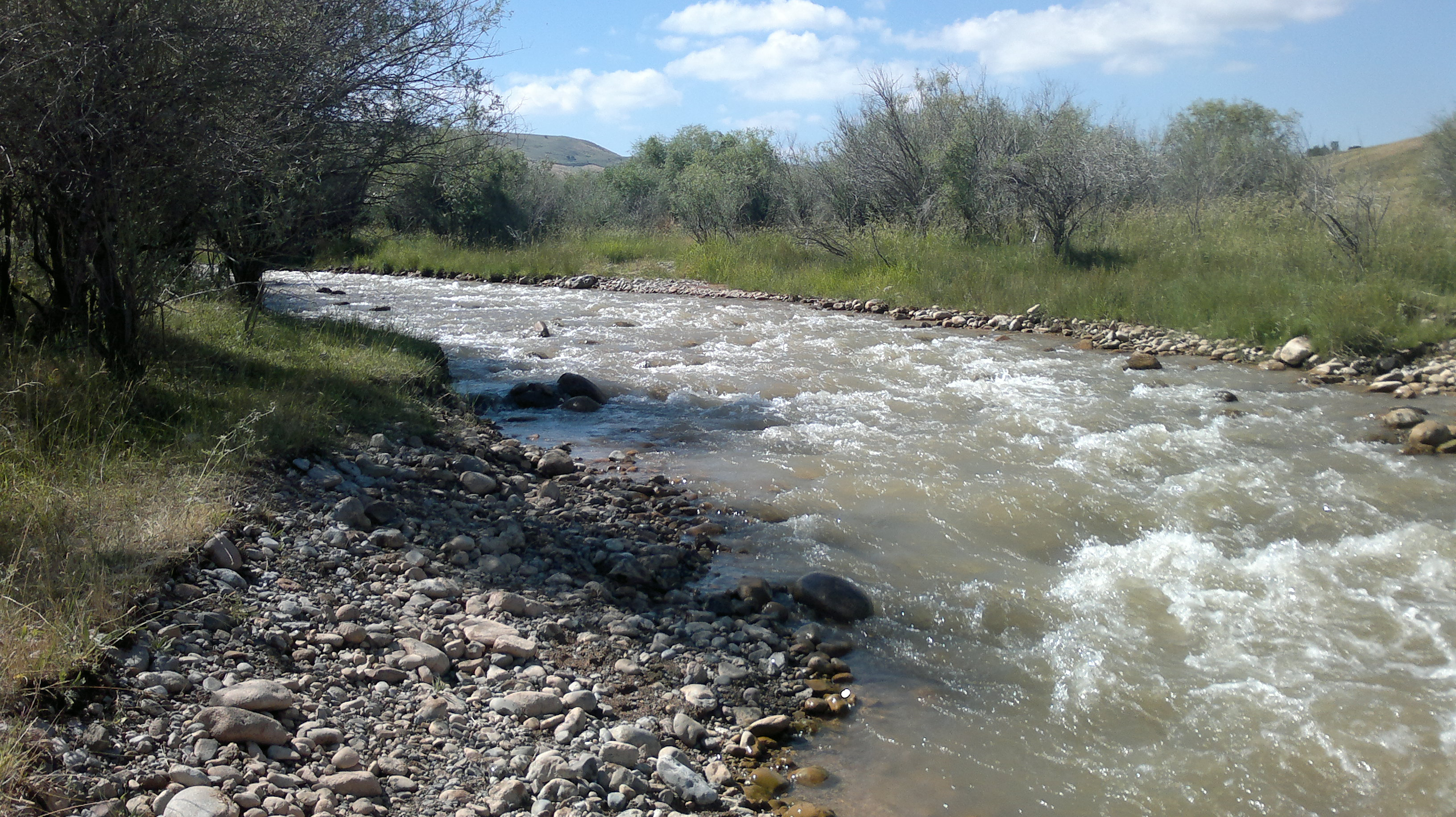
Верхів'я Бадаму

Бадам бере початок на північно-західному схилі хребта Каржантау, поблизу східного краю невеликого гірського ланцюга Улучур і на захід від гори Кишишурт, приблизно за 70 км на південний схід від міста Шимкента. Витоки річки мають джерельне походження, утворюючись на висоті близько 2700 м.
Від витоку тече на південний захід, у районі впадання приток Верхній Корой та Нижній Корой, урочища Кизилджар має західний напрямок, на південь від гори Кунгуртобе повертає на північний напрям, маючи на окремих ділянках до Єльтаю невеликий ухил на захід або схід. Початкова ділянка довжиною близько 15 км пролягає глибокою ущелинию, схили якої потім згладжуються і розходяться. У радянський період тут була розташована всесоюзна турбаза «Південна», виявлено родовище Бадам (Кзил-Джар, Кзил-Джир) із невеликими запасами флюориту та бариту. Нині ущелина у верхів'ях Бадама віднесена до прикордонної зони і недоступна для вільного відвідування (створена прикордонна застава).

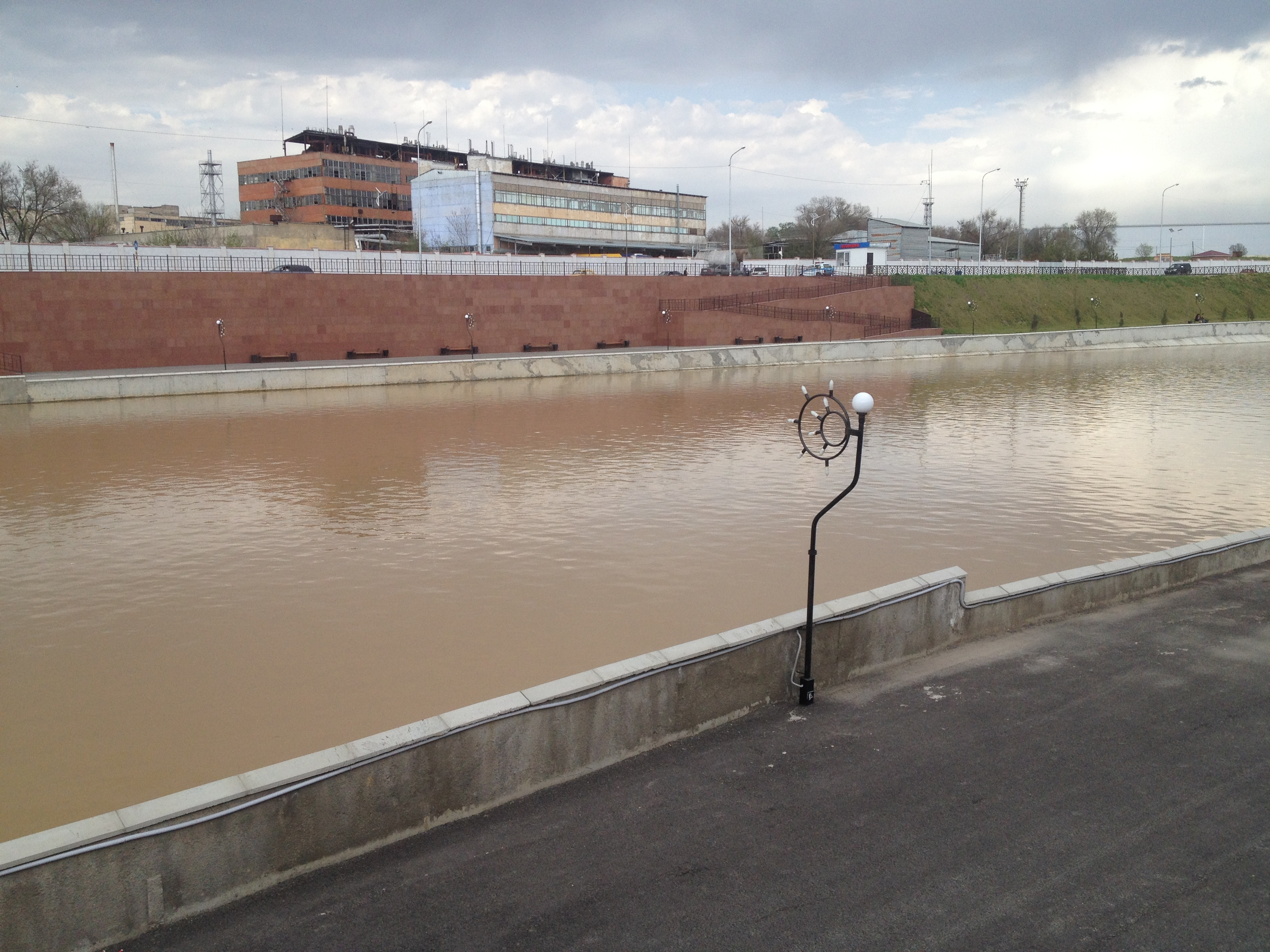
Набережна Бадаму в місті Шимкент

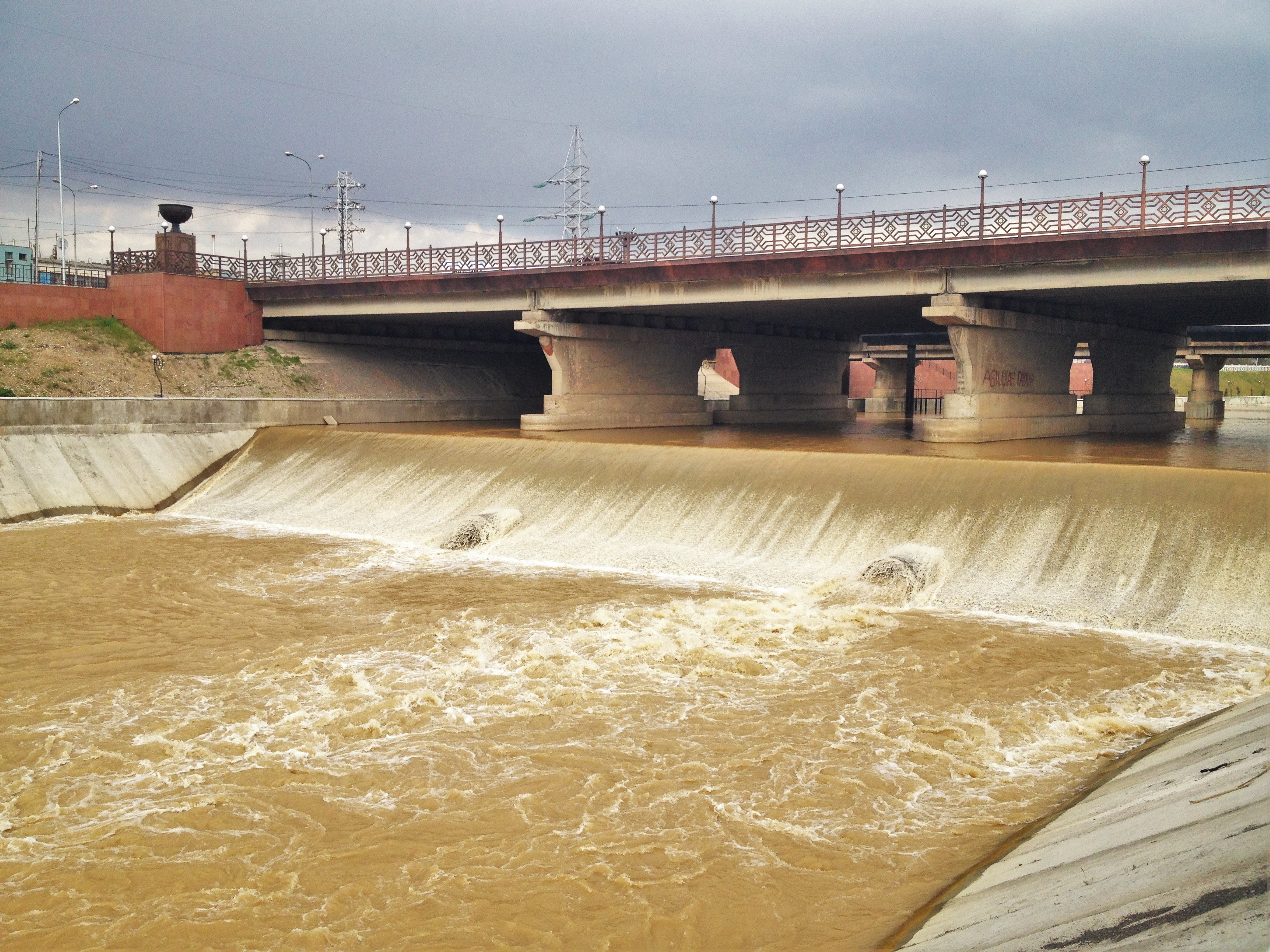
Міст через Бадам у місті Шимкент

### Середня течія
У середній течії Бадам тече у гальковому руслі завширшки до 200 м. На річці тут розташована велика кількість населених пунктів, ведеться інтенсивна господарська діяльність, що породжує низку екологічних проблем. За поворотом на північ Бадам послідовно проходить територією сіл Жанажол і Бірінші Мамира, Достик, Султанрабат, між західною околицею міста Ленгер (колишнє село Пролетарівка) та селом Жиланбузган. Далі на лівому березі Бадама стоять села Тогис і Маятас, на правому березі — село Єльтай.
На цій ділянці Бадама збудовано низку гідротехнічних споруд, частина з яких є недіючою, проте більшість функціонує. Поблизу Султанрабата розташований гідровузол із відвідним каналом завдовжки 12 км, яким вода надходить у Бадамське водосховище.
У районі села Єльтай орієнтується на захід лише з невеликим нахилом на північ. Нижче на берегах річки стоять села Бадам (Каратобінський сільський округ), Бадам 2, Каратобе, Карабастау, Бадам (Бадамський сільський округ), південній околиці міста Шимкент.
У минулому русло Бадаму утворювало в середній течії велику кількість заводей. Через інтенсивний видобуток гравію заплави і природна прибережна рослинність вище Шимкента знищені.
Станом на 2013 рік у межах міста проводилася реконструкція русла річки.
Далі Шимкента на лівому березі Бадаму послідовно стоять села Ігілік, Жанаталап, Кокбулак. Від Жанаталапа втрачає північний ухил і тече на захід, а в районі Кокбулака має ділянку з невеликим ухилом на південь. Русло поступово звужується, стає стрімким по лівому берегу. Річка поповнюється за рахунок ґрунтових вод, які формують руслові озера в найбільших виїмках гравію.
Далі, південніше за село Мамир русло знову орієнтується у загальному північно-східному напрямку, яке зберігає до гирла, але утворює численні меандри. Він проходить на захід від сіл Бадам (Ордабасинський район) та Джамбул . Тут Бадам перетинається із залізничною лінією, для якої зведений міст.

### Нижня течія
Після станції Бадам річка не розтікається на значну ширину, води зливаються в єдине русло. По берегових ділянках місцями росте тугайний ліс, частково вирубаний.
Біля впадання останньої притоки Буржар на березі Бадаму стоїть Бирлицьке городище. Нижче річка Перетинається з Карааспанським каналом. Далі лівим берегом тягнуться невисокі гори Синтас. Потім Бадам проходить між селом Карааспан та аулом Тореарик.
За Карааспаном і Тореариком Бадам впадає в річку Арись, на висоті близько 240—250 м.

## Господарське використання
Поблизу русла річки побудовано Бадамське водосховище, яке через систему ариків живить водою посіви та сади Сайрамського та Ордабасинського районів і забезпечує водопостачання підприємств міста Шимкента.
Бадам має значний потенціал для вироблення електроенергії.

## Флора і фауна
У нижній течії на берегах Бадаму зростають ділянки тугайного лісу, флора якого представлена деревами лоху і чагарниками гребіннику. Склад рослинності зазнав змін у порівнянні з первинним, на сьогодні лох зберігся в невеликій кількості через вирубки. Вище, в середній течії, природна рослинність на берегах знищена.
На відміну від інших річок, що утворюються на Каржантау, у Бадамі практично на всьому протязі є іхтіофауна. У заводях, що існували за середньою течією, виловлювалися такі види невеликих риб, як пічкур. Біля впадання Буржару відзначалася велика кількість риби, водяних вужів та молюсків.
В ущелині, якою протікають верхів'я річки, трапляється рідкісний бабак Мензбіра.
У долині річки розташований заповідник.

## Притоки Бадаму
У верхів'ях у Бадам послідовно впадають річки Верхній Корой і Нижній Корой (ліворуч), Женішкесай (праворуч), на території села Бірінші Мамир — річка Тешак (праворуч), біля села Достик — Тогуз (праворуч), біля села Бадам (Каратобінський сільський округ) — річка Текесу (ліворуч) . Відразу за Шимкентом річка приймає стік від водної системи Кошкарата — Карасу. Останньою притокою Бадаму є річка Буржар, яка підходить праворуч у районі села Джамбул.
Також Бадам має ряд непостійних приток (зокрема, Донгузтау).